# كلوستريديوم نحيل
كلوستريديوم ليبتام أو كلوستريديوم نحيل هو نوع بكتيريا من جنس كلوستريديوم.
وهو يشكل مجموعة فرعية من النبيت المجهري لبراز الإنسان ويرتبط نقص هذا النوع من البكتيريا بداء الأمعاء الالتهابي.
وقد تم تحديد تسلسل جينوم بكتيريا الكلوستريديوم ليبتام أو الكلوستريديوم النحيل.

## روابط خارجية
كلوستريديوم نحيل في المركز الوطني لمعلومات التقانة الحيوية (NCBI)
- Type strain of Clostridium leptum at BacDive - the Bacterial Diversity Metadatabase